# Jardín Botánico Alpino La Jaysinia
El Jardín Botánico Alpino La Jaysinia (en francés, jardin botanique alpin La Jaÿsinia) es un jardín botánico de 3,5 hectáreas, que se encuentra situado en Samoëns, la comunidad principal del valle del Giffre en el departamento de Alta Saboya. Este jardín, bajo la tutela del Museo Nacional de Historia Natural de Francia, está catalogado como «Jardin Remarquable» ( jardín notable ) en el 3 de enero de 2013 por el « Ministère de la Culture et de la Communication » (Ministerio de la Cultura y la Comunicación) de Francia.

## Historia
Inicialmente, propiedad de Marie-Louise Jaÿ (también llamada Marie-Louise Cognacq-Jaÿ) , nacida en Samoëns, fundadora de La Samaritaine, grandes almacenes de París. 
Donó este jardín a su pueblo natal, en 1906.
Actualmente, el jardín está dotado de un laboratorio, sede del "GRIFEM" (Groupe de Recherche et d'Information sur la Faune dans les Ecosystème de Montagne/Grupo de investigación e información sobre la Fauna en los ecosistemas de montaña), donde se efectúan numerosas investigaciones.

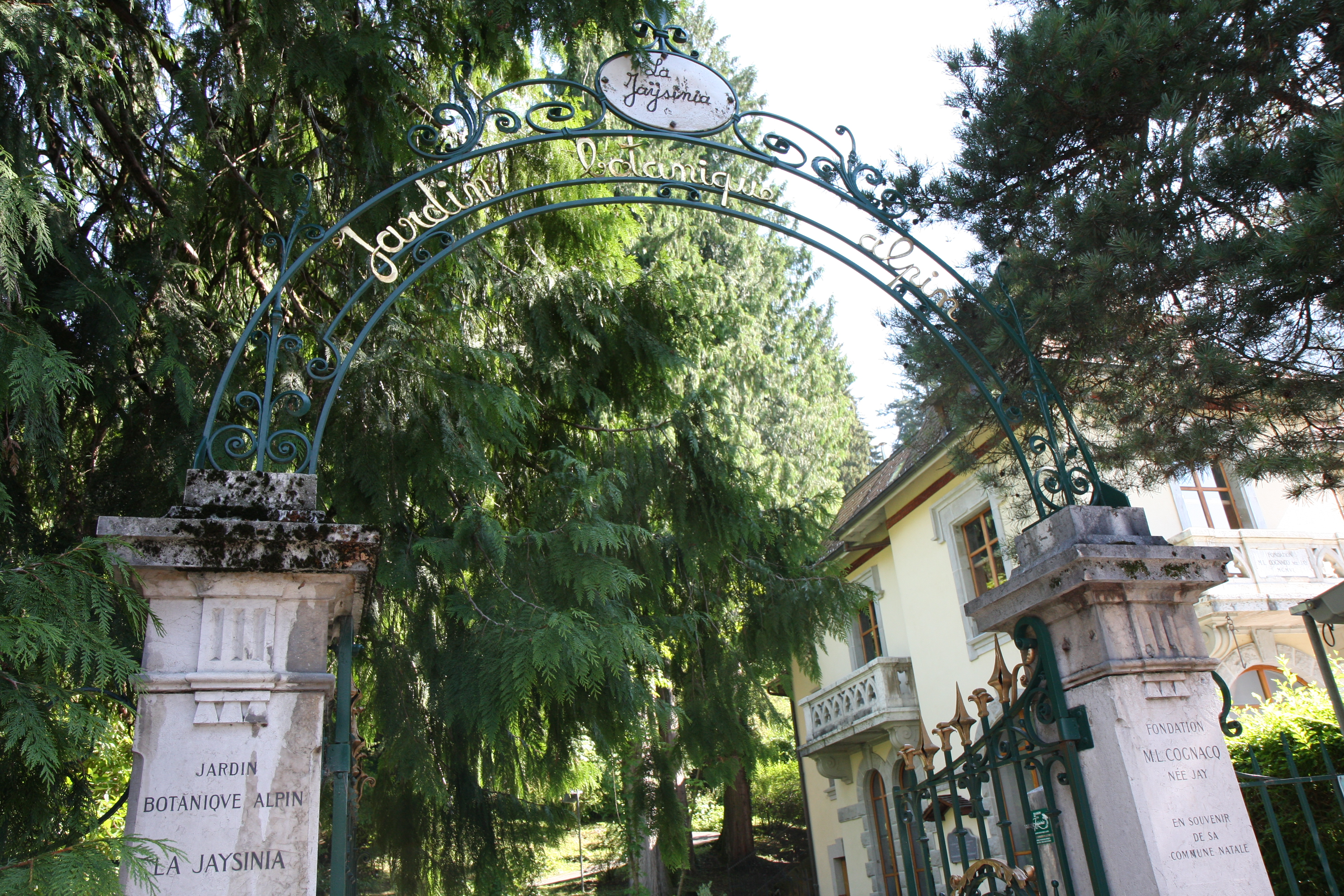
Entrada principal del jardín botánico.

## El jardín
Concebido en el mismo lugar, donde Marie-Louise venía de niña a alimentar a sus cabras, el jardín se despliega sobre 3,5 hectáreas, sobre un terreno en pendiente, entre 700 y 780 metros de altitud, exposición al suroeste.
Reúne representantes de la flora de los cinco continentes, e incluye 8.000 plantas distribuidas en 4.500 especies y variedades, en gran mayoría de las plantas de montaña o países fríos.
El jardín, se encuentra recorrido por una senda en zigzag, regado por un arroyo de montaña, ofrece unas vistas notables sobre el burgo, el valle del Giffre y las altas cumbres que lo rodean. Una capilla espera al visitante en la cumbre desde donde se puede contemplar el espléndido panorama. En él se encuentran las ruinas del Château de la Tornalta del siglo XII y la capilla del siglo XVIII. 
Algunas vistas en el "jardin botanique alpin La Jaÿsinia".

Detalles
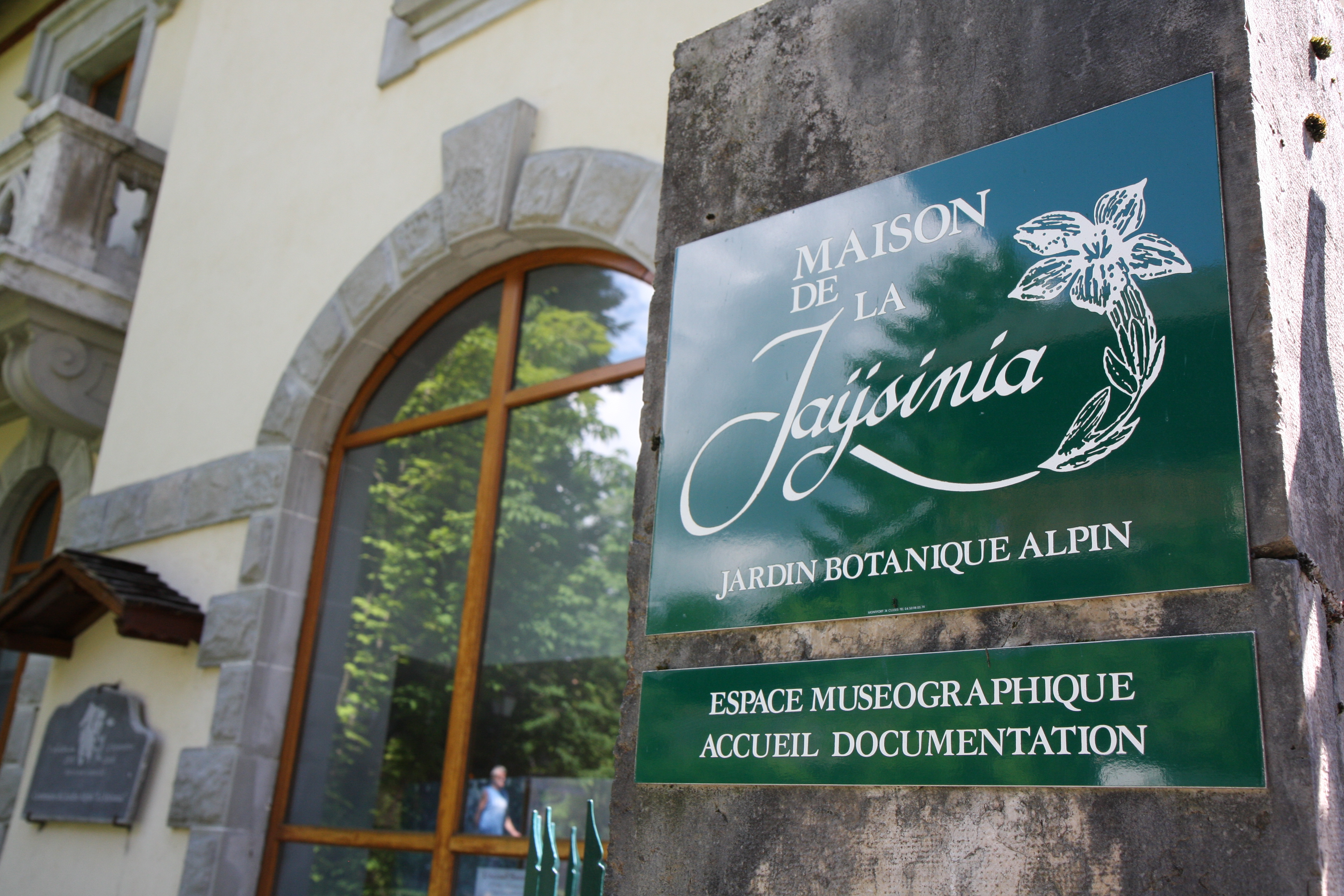
Casa de la Jaÿsinia.
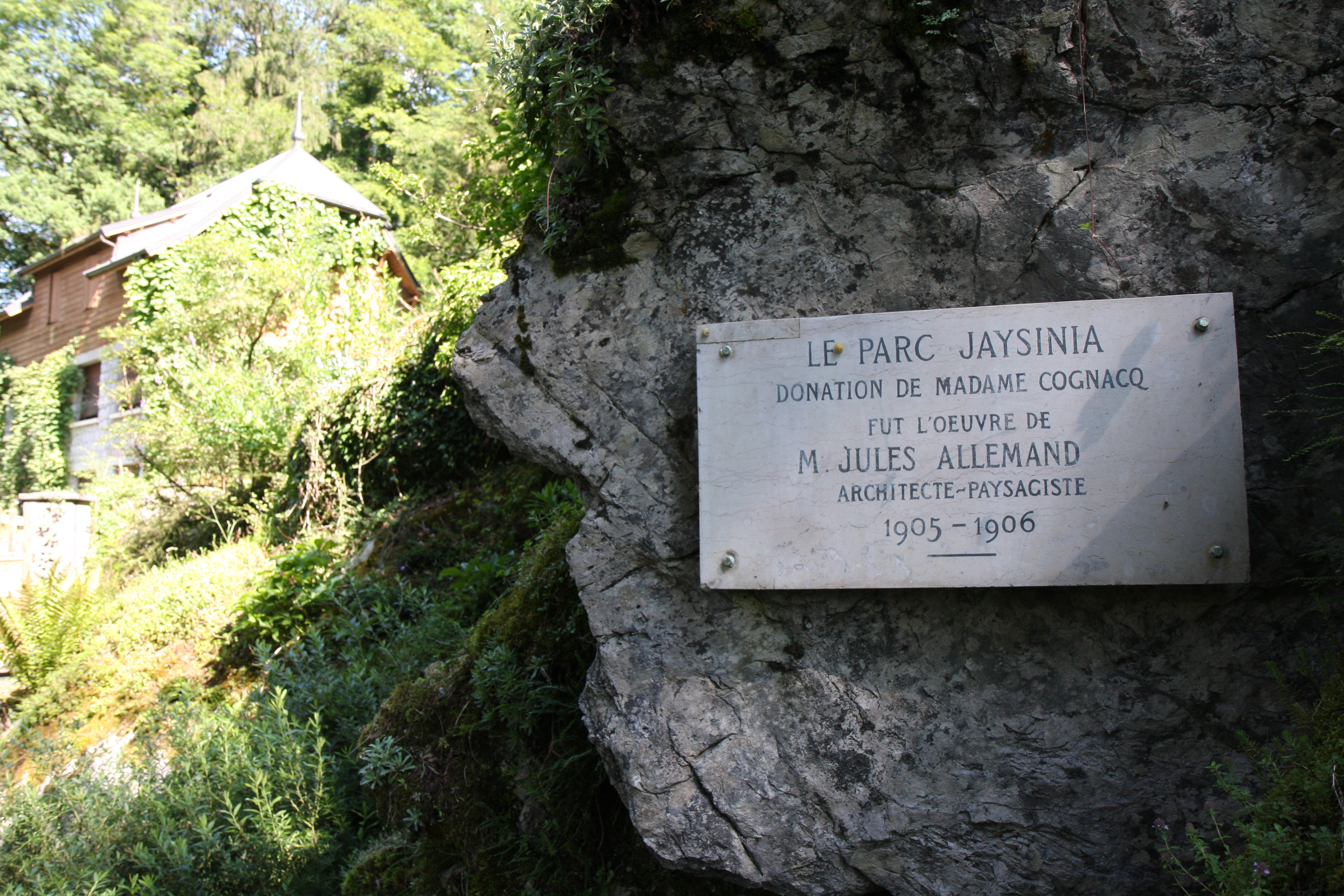
Placa explicativa en homenaje a Marie-Louise Cognacq-Jaÿ y Jules Allemand.
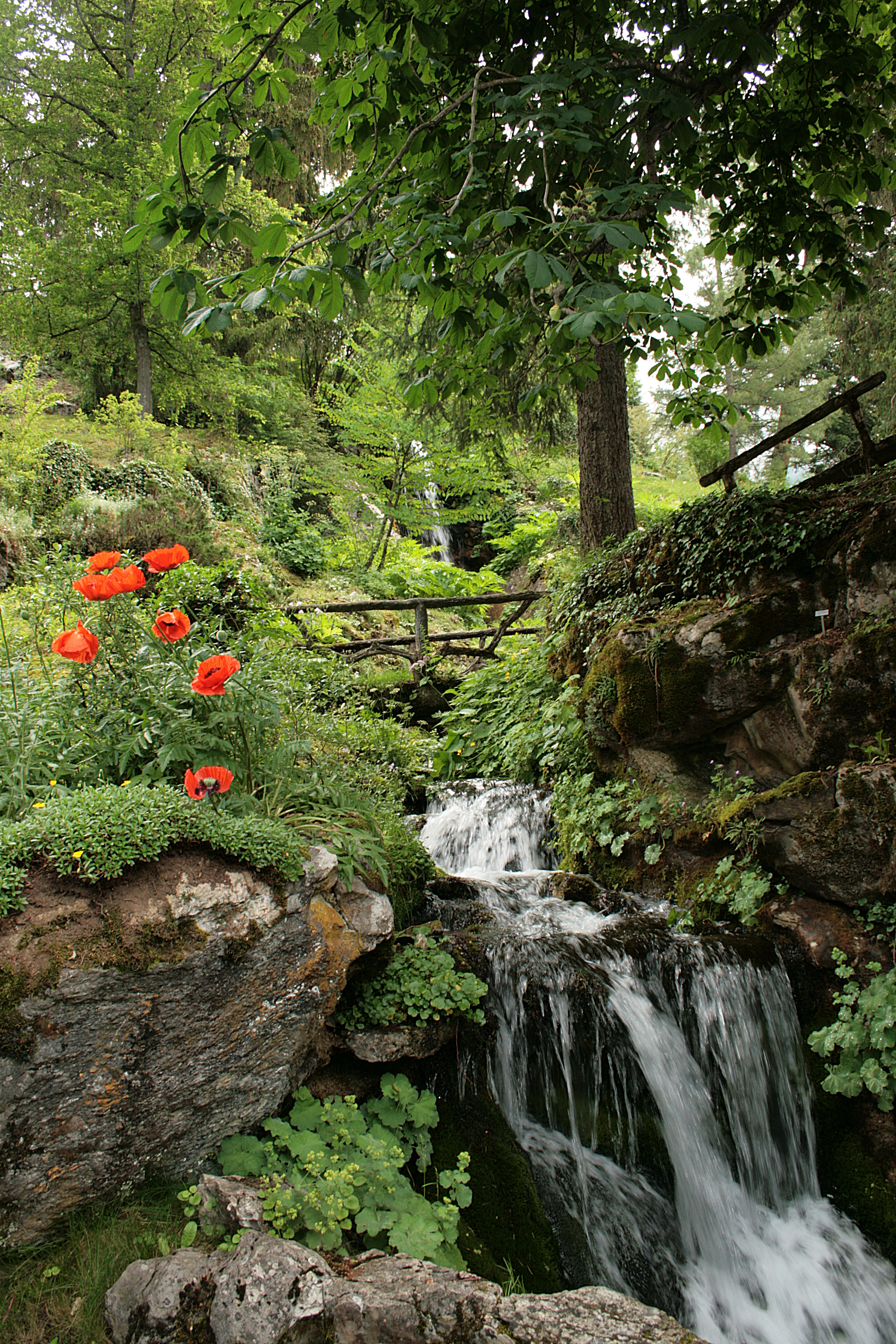
Cascada en el "Jardin botanique alpin La Jaÿsinia"
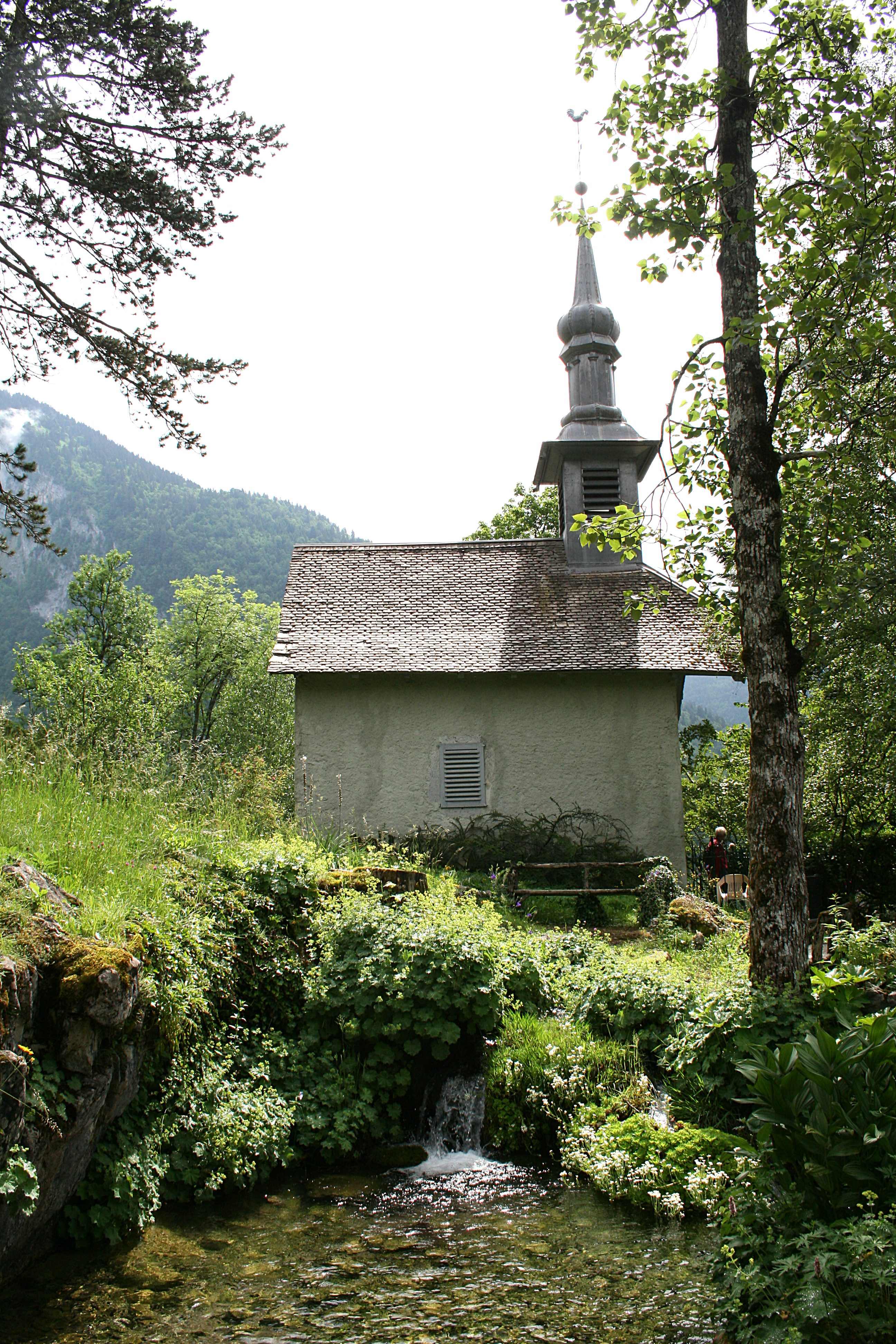
Capilla "N-D de la Compassion" (1787).
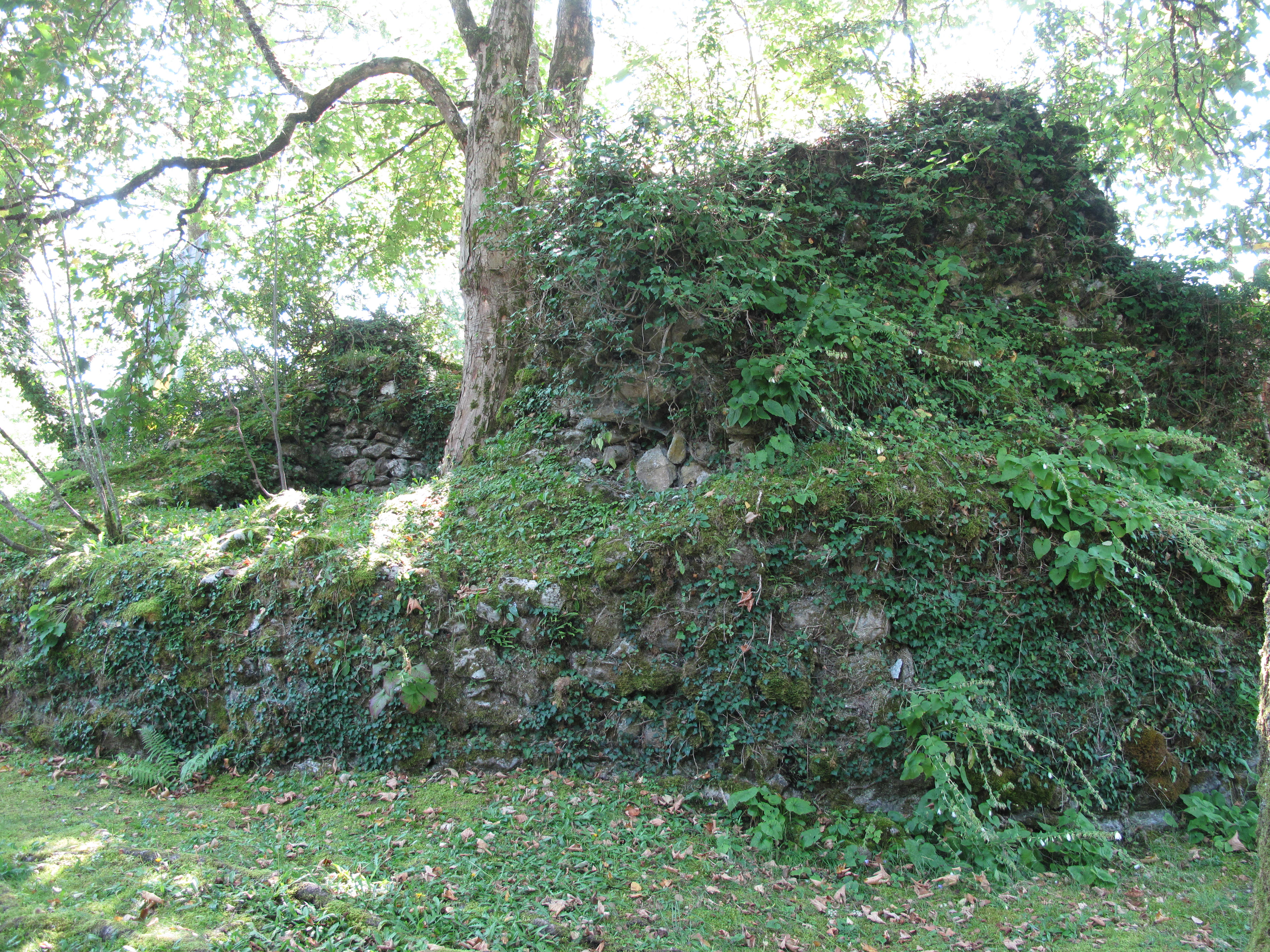
Ruinas del "chateau de la Tornalta".

Algunas de las especies cultivadas en el "jardin botanique alpin La Jaÿsinia".

Especies
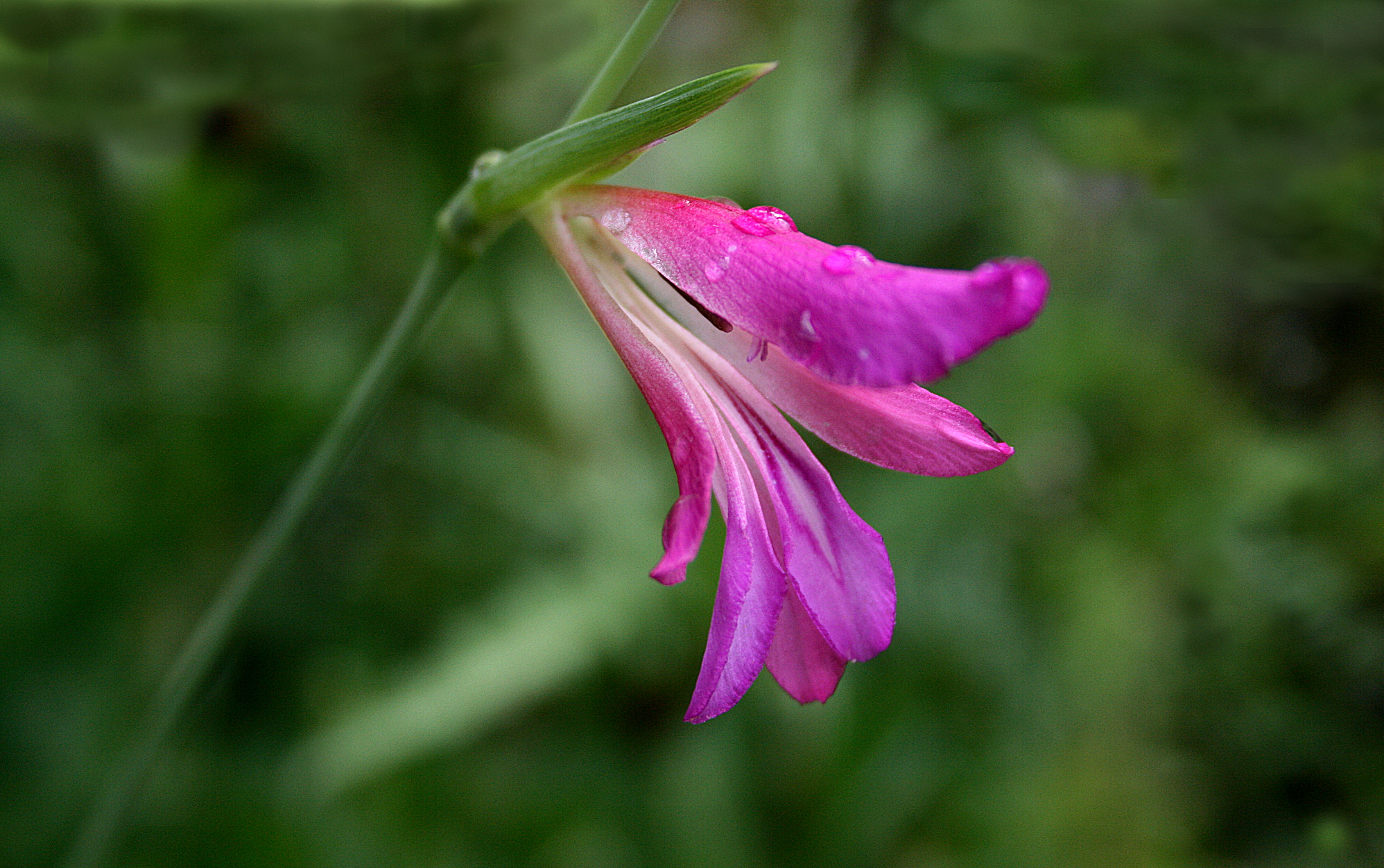
Gladiolus italicus
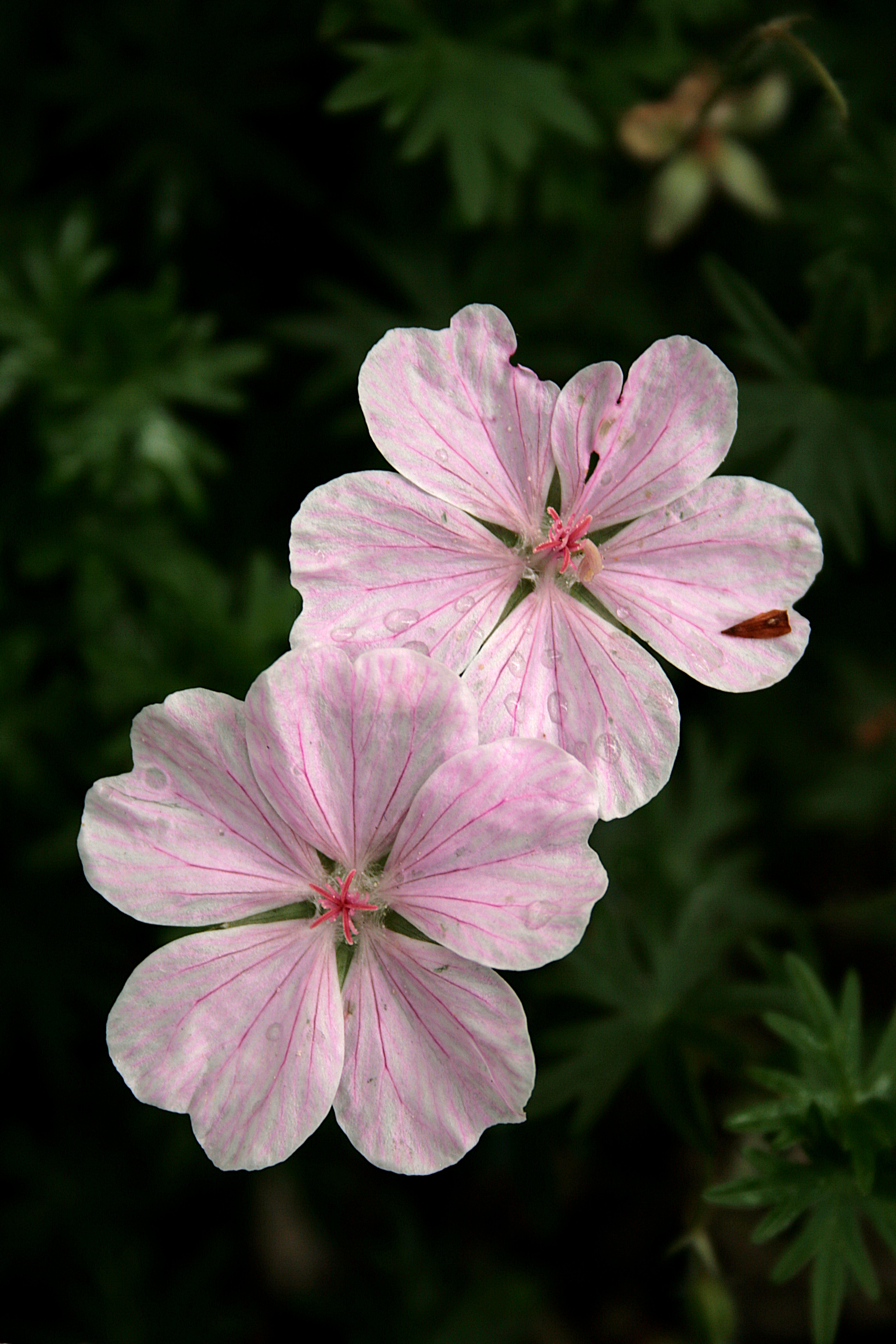
Geranium sanguineum 'Striatum'
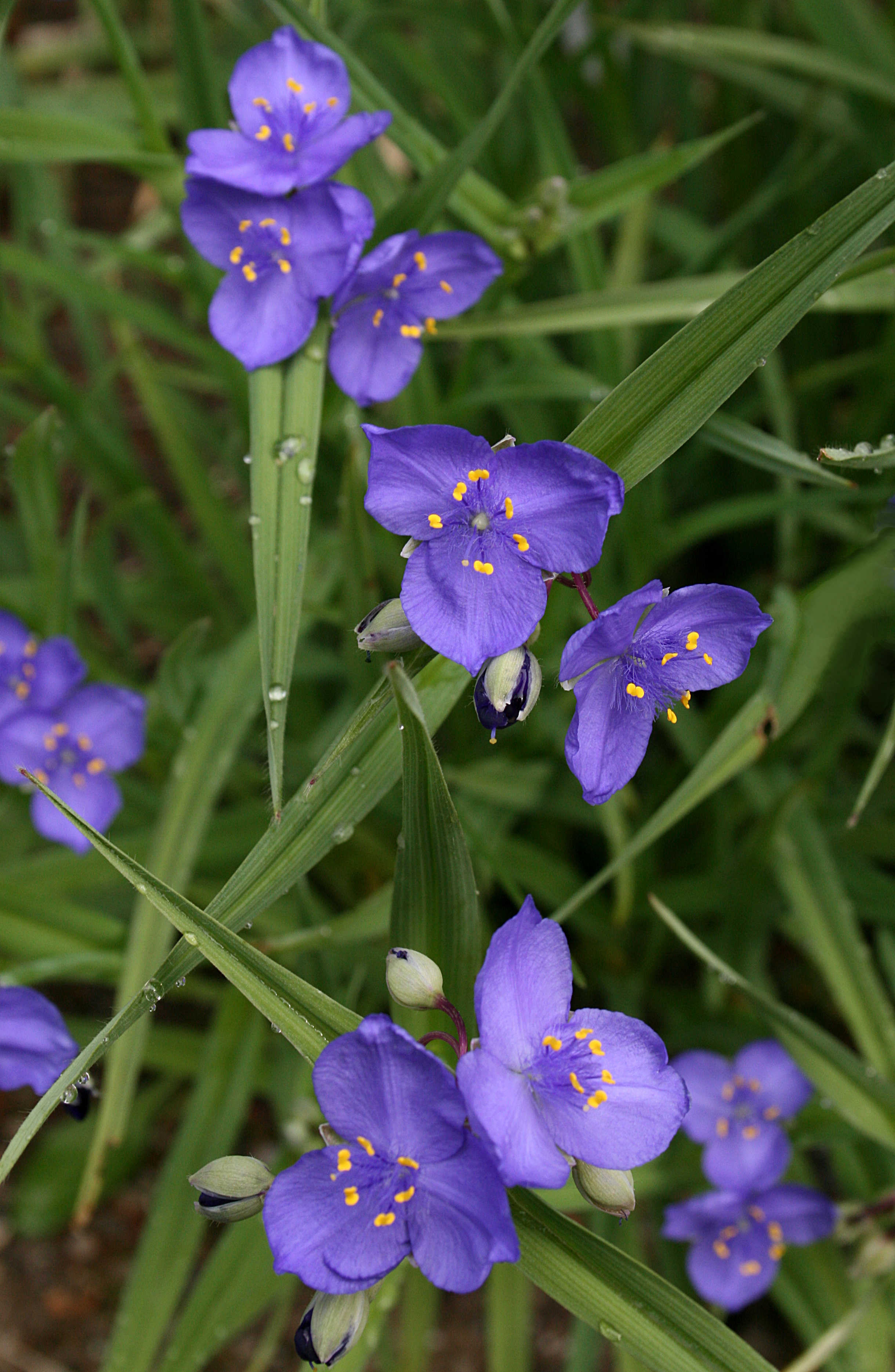
Tradescantia occidentalis
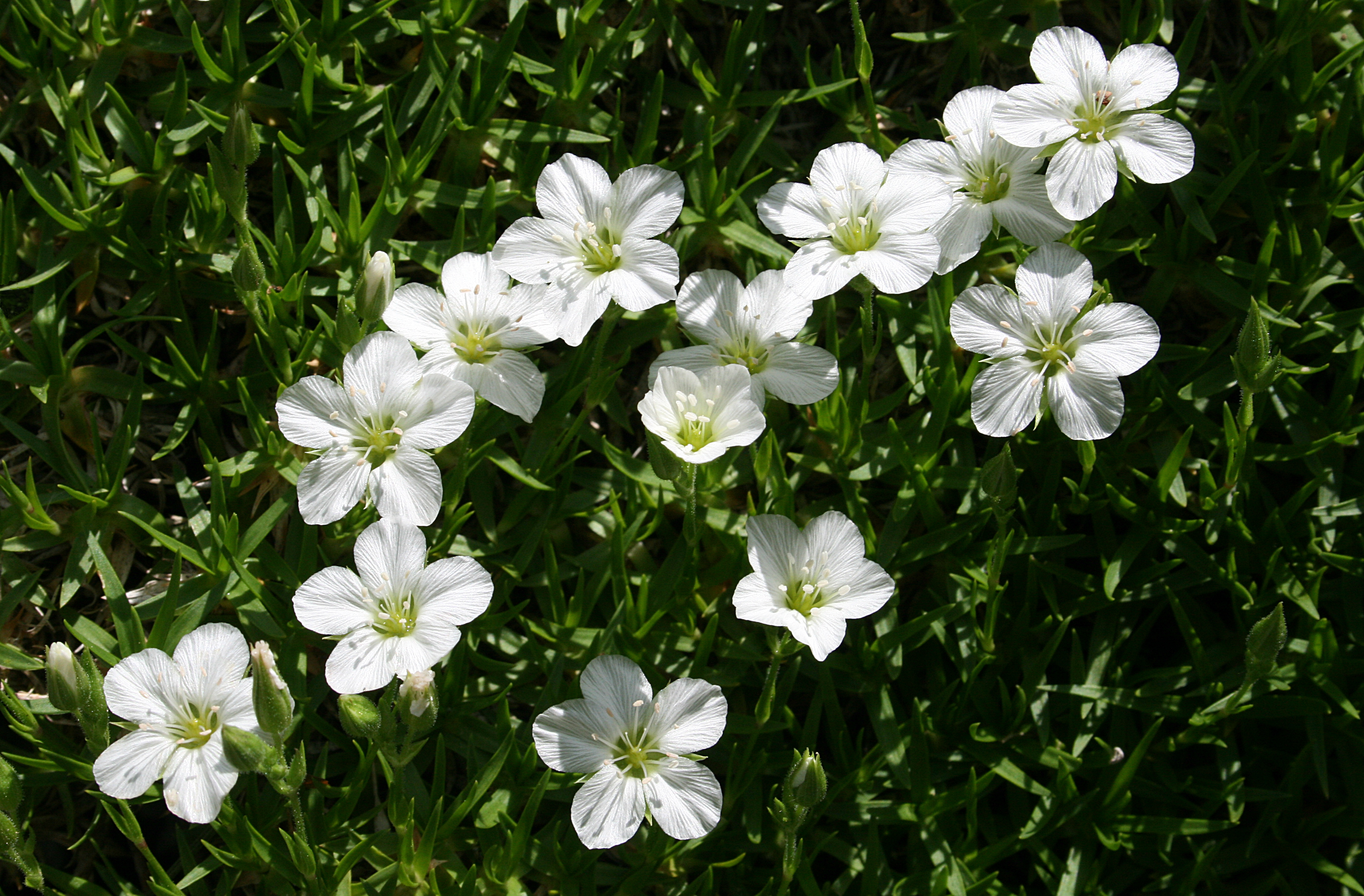
Minuartia graminifolia
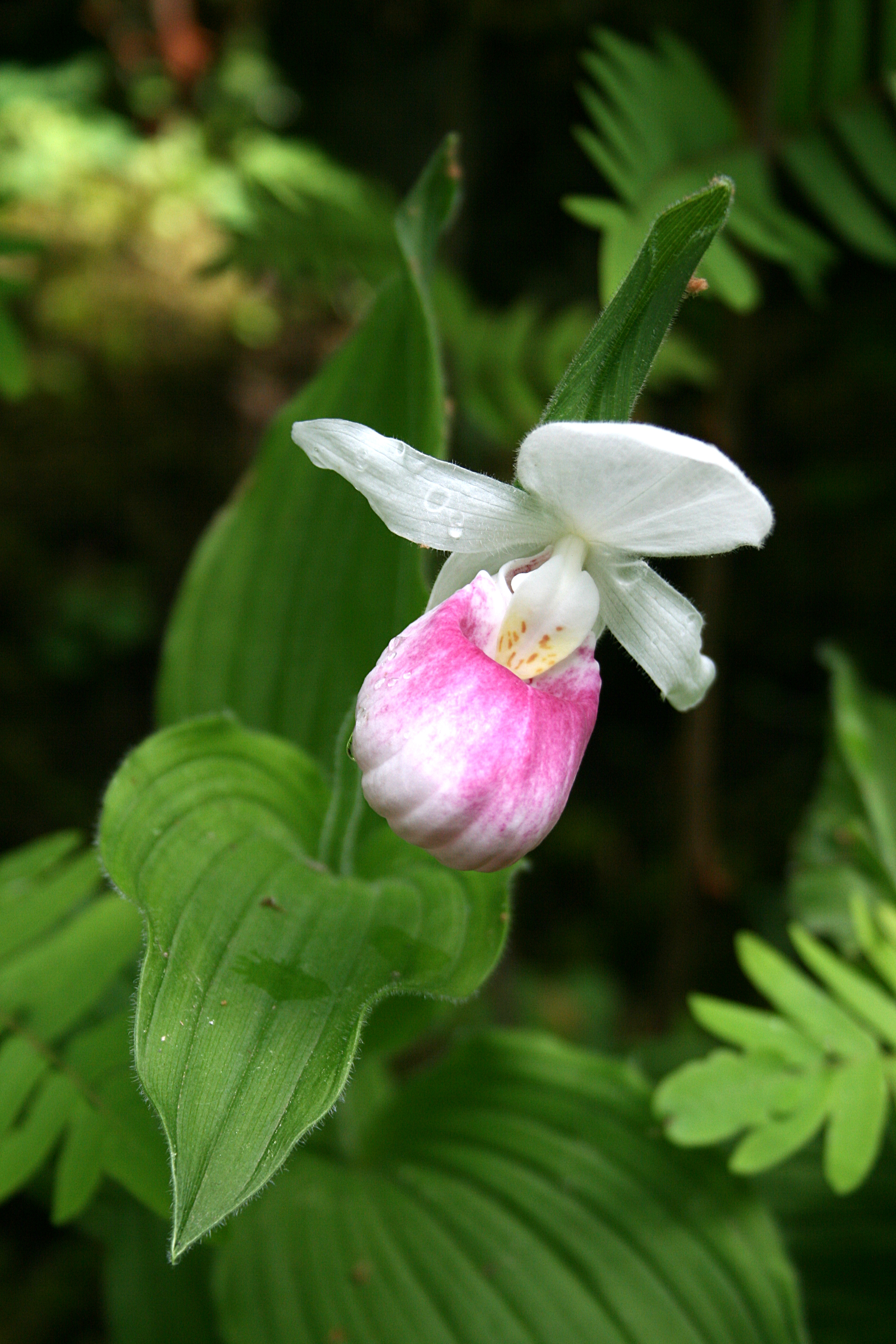
Cipripedio royal Cypripedium reginae
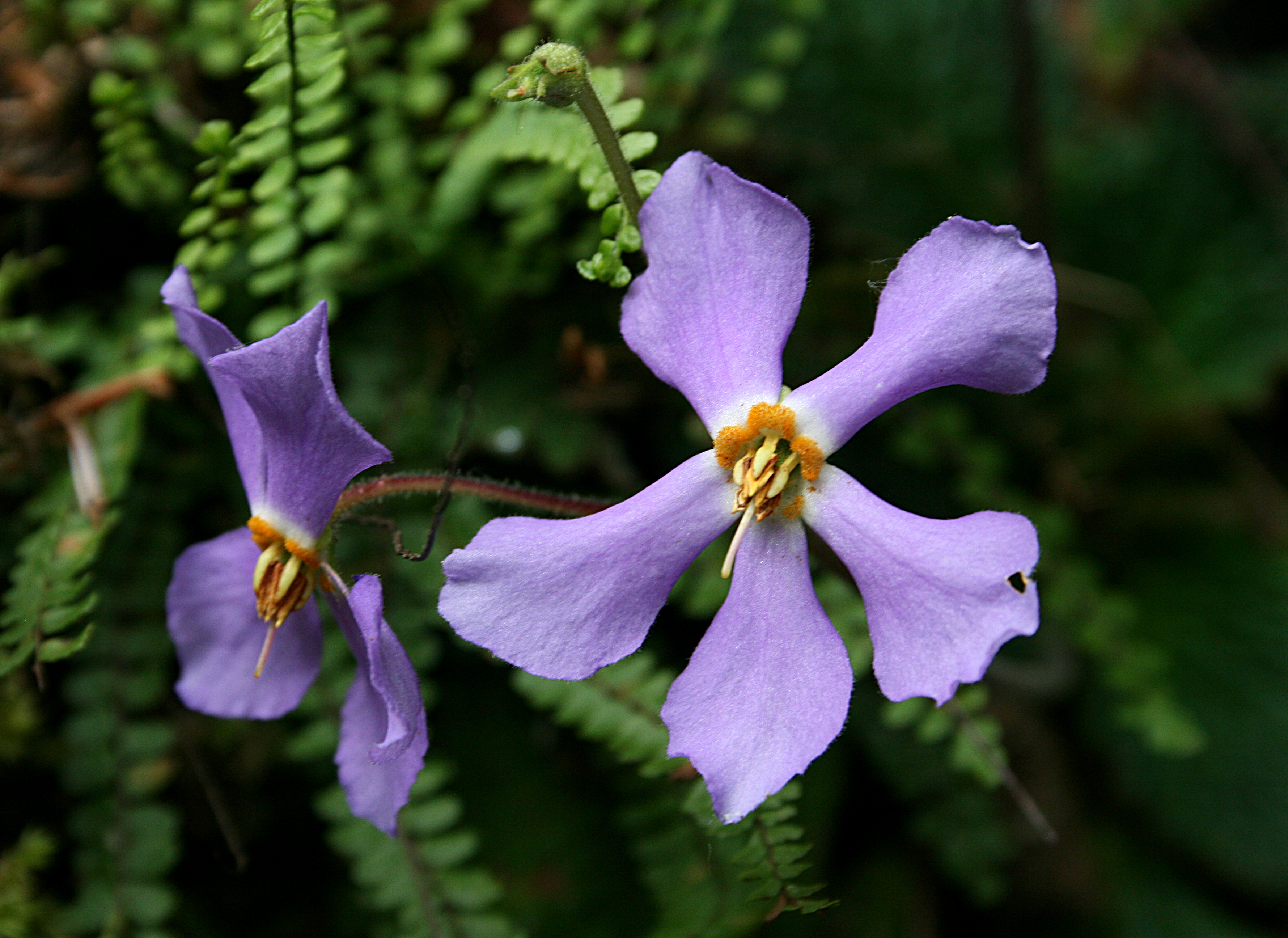
Ramonda de los Pirineos Ramonda myconi
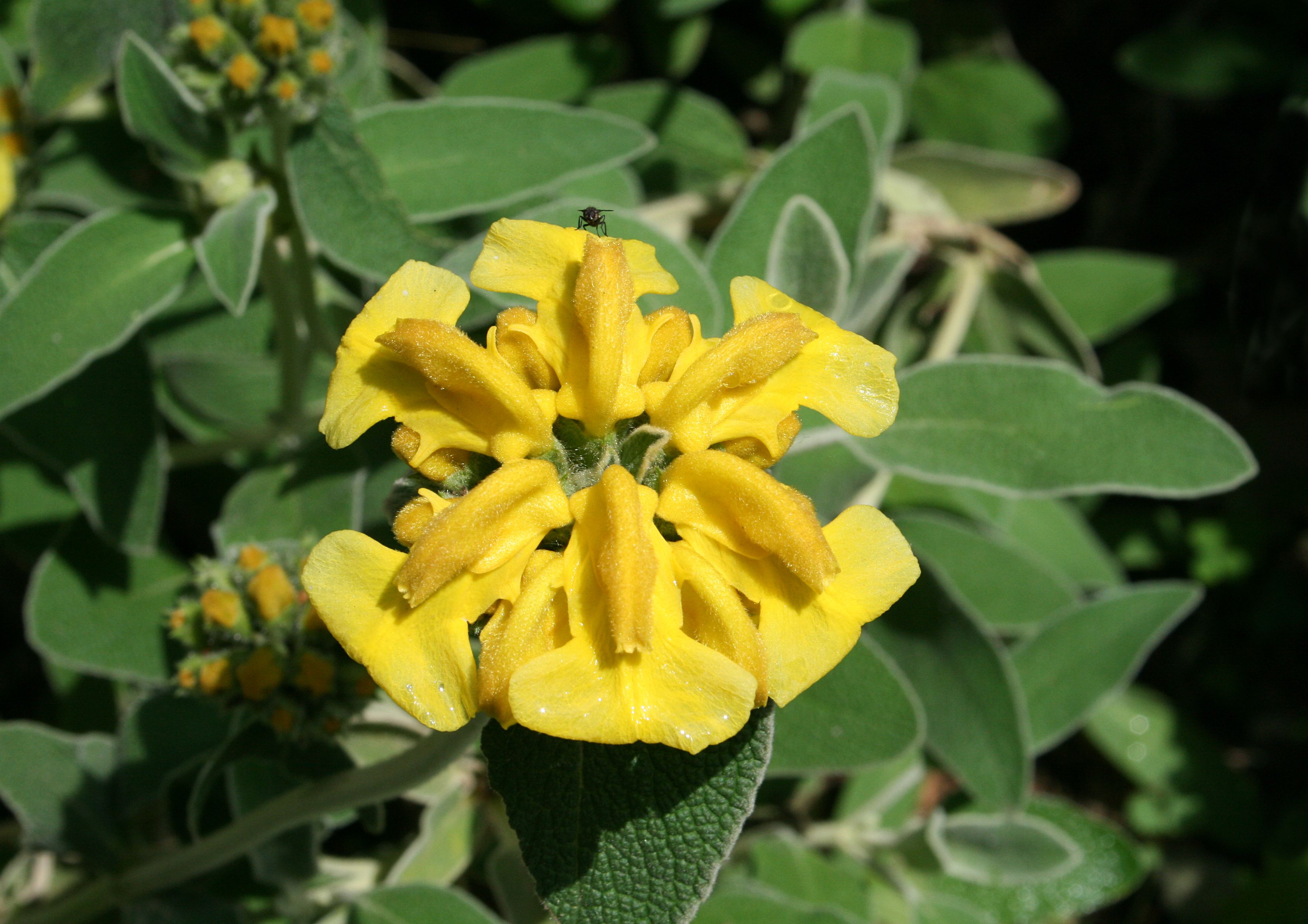
Salvia de Jerusalén Phlomis fructicosa